# Den retoriska situationen
Den retoriska situationen är en teori som myntades av Lloyd F. Bitzer i hans publicering ”The Rhetorical Situation” i mitten på 60-talet. Teorin går ut på hur en föreliggande situation påverkar i princip alla retoriska diskurser för en orator.
Bitzer menar att om en retorisk diskurs ska ha ett existensberättigande krävs en situation som är förändringsbar, att där finns ett värde för en orator att förändra situationen. Situationen delar han in i tre delar. 

## Det påträngande problemet
Den första är att den retoriska diskursen är beroende av ett påträngande problem. Det påträngande problemet kommer ofta med ett behov av en snabb förändring i situationen som att hålla ett tal inför krig eller minskad klimatpåverkan. Precis som alla situationer inte är retoriska situationer så finns det påträngande problem som både är retoriska och inte. För att det påträngande problemet ska vara retoriskt måste det vara modifierbart till det bättre. Statiska saker som fint väder och sommar är inte retoriskt påträngande problem då de inte går att påverka.

## Den retoriska publiken
Den andra är behovet av en publik. En retorisk diskurs behöver en publik och publiken måste vara öppen för förändring. 

## De begränsande omständigheterna
Den tredje och sista delen är de begränsande omständigheterna. Hit hör allt som påverkar den retoriska diskursen som inte är det påträngande problemet eller publiken. Begränsande omständigheter kan vara personer, händelser och objekt. De begränsande omständigheterna delas upp i två fack. Ett som behandlar de omständigheter som skapas av talaren själv och ett som innehåller de begränsningar som skapas av den retoriska situationen själv. Vad som är viktigt med de begränsande omständigheterna är att det inte behöver vara nackdelar för oratorn. Ett exempel är om en empatisk talare håller ett tal som kräver en empatisk karaktär så är den begränsande omständigheten behovet av empati inte en nackdel utan istället en fördel för just den talaren.
Att talaren är empatisk hamnar i det fack som talaren skapar själv medan behovet av ett empatiskt tal tillhör det som den retoriska situationen kräver.

## Kritik av den retoriska situationen
Se Bitzer vs Vatz